# Luciano Floridi

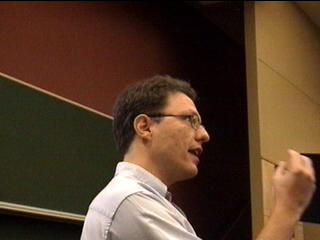
Luciano Floridi.

Luciano Floridi (nascido em 1964) é um filósofo italiano conhecido pelo seu trabalho pioneiro no campo da Filosofia da Informação e da Ética da Informação.

## Obras
Em inglês
- Scepticism and the Foundation of Epistemology - A Study in the Metalogical Fallacies. Leiden : Brill, 1996.
- Internet - An Epistemological Essay. Milão : Il Saggiatore, 1997.
- Philosophy and Computing: An Introduction. Londres/Nova Iorque : Routledge, 1999.
- Sextus Empiricus, The Recovery and Transmission of Pyrrhonism. Oxford : Oxford University Press, 2002.
- The Blackwell Guide to the Philosophy of Computing and Information. (editado por Luciano Floridi). Oxford : Blackwell Publishing, 2003.
- Information: a very short introduction. New York: Oxford University Press, 2010.